# Шапошников, Александр Васильевич
Александр Васильевич Шапошников (9 августа 1938, село Ильинское, Московская область) ― врач, хирург-гастроэнтеролог, учёный, доктор медицинских наук, профессор. Заслуженный врач Российской Федерации.

## Биография
Родился Александр Васильевич 9 августа 1938 года в селе Ильинское Московской области. Среднюю школу окончил в городе Ростове-на-Дону. Александр Шапошников поступил на лечебно-профилактический факультет Ростовского медицинского института, который окончил в 1961 году. Работал три года врачом-хирургом Аксайской городской больницы, потом Александр Васильевич учился в аспирантуре (1963―1965) на кафедре общей хирургии Ростовского медицинского института. Защитил кандидатскую диссертацию, в 1974 году докторскую диссертацию на тему «Вопросы патогенеза, клиника, диагностика и хирургическое лечение холецистита».
Александр Васильевич Шапошников ученик профессора Партеха Макаровича Шорлуяна.
В 1965―1978 годах был ассистентом кафедры общей хирургии Ростовского медицинского института. С 1978 по 1995 год работал заведующим кафедрой хирургии факультета усовершенствования врачей Ростовского государственного медицинского института. С 1995 года Александр Васильевич Шапошников работает руководителем отделения превентивной онкологии, лапароскопической и общей хирургии в Ростовском научно-исследовательском онкологическом институте.
Хирург, профессор А. В. Шапошников владеет большим объёмом оперативных вмешательств в хирургической гастроэнтерологии.
Шапошников Александр Васильевич ― член Российской Ассоциации хирургов имени Н. И. Пирогова, Российской гастроэнтерологической ассоциации, Международной ассоциации по заболеваниям печени, желчевыводящих путей и поджелудочной железы, Европейской ассоциации гастроэнтерологов и эндоскопистов, является заместителем председателя Ростовского областного научного общества хирургов.
А. В. Шапошников проводит работу по подготовке научно-исследовательских и врачебных кадров для России и зарубежных стран, передаёт свой опыт молодым коллегам. Под руководством профессора Александра Васильевича защищены 1 докторская и 16 кандидатских диссертаций, он подготовил 48 клинических ординаторов.
Является автором шести монографий, двести пятьдесят научных публикаций в стране и за рубежом: в США, Франции, Германии, Японии, Канаде, Гонконге и других странах. В 2003 году биография Александра Васильевича Шапошникова внесена в издание «Кто есть кто в мировой науке» (США).
Александр Васильевич Шапошников занимается литературным творчеством, пишет стихи и рассказы, он выпустил четыре поэтических сборника. Поэт Умар Саиев спросил А. В. Шапошникова: «Вы не только блестящий хирург, учёный, но ещё и поэт, автор четырёх поэтических сборников. Скажите, как Вас на всё хватает»? Александр Васильевич ответил: «Безусловно, работа отнимает много сил и времени, ведь, как Вы сами отметили, я занимаюсь не только врачебной практикой, но и научной деятельностью. А поэзия … Думаю, поэтическое творчество — это состояние души, способ выразить переполняющие тебя чувства и мысли. В каждом из нас, несомненно, заложен огромный творческий потенциал — он может проявляться в самых различных областях, надо лишь верить в себя и смелее искать, пробовать, творить…».

## Заслуги
Заслуженный врач Российской Федерации.
Доктор медицинских наук.
Профессор.